# Aradac

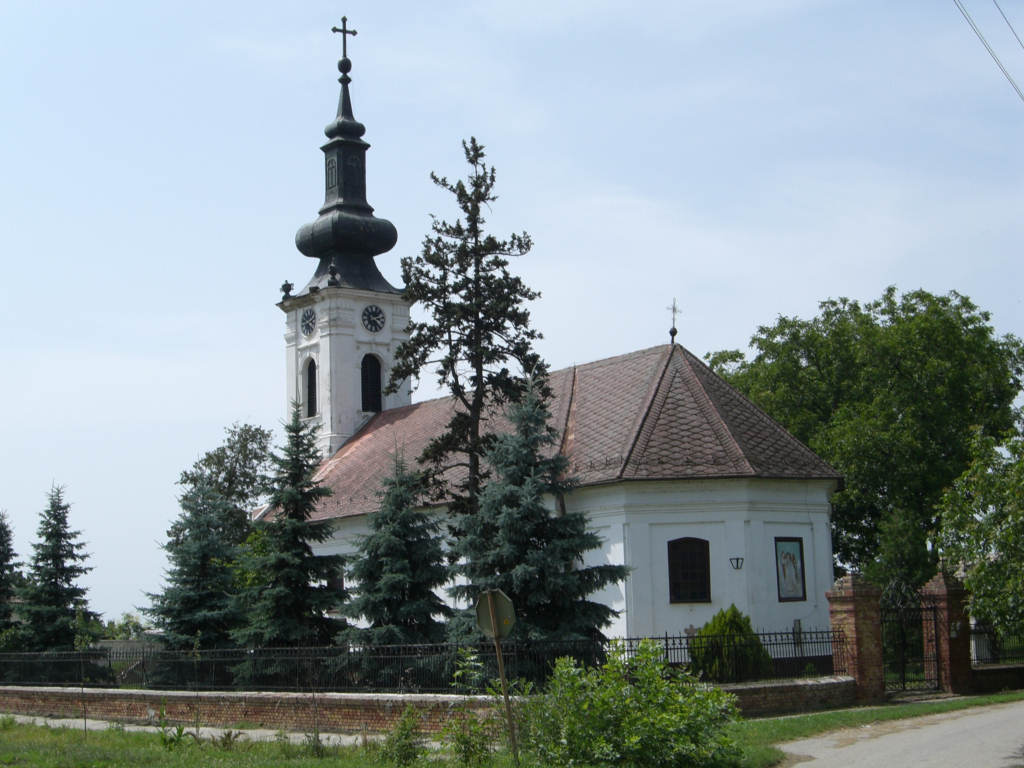
Pravoslavni kostel v Aradacu

Aradac (srbsky Арадац) je osada nacházející se šest kilometrů západně od Zrenjaninu a padesát kilometrů východně od Nového Sadu. Většinu z přibližně čtyř tisíc obyvatel tvoří Srbové (47,67 %), v obci žije také nezanedbatelné množství Slováků (39,75 %).